# Guarumal (Veraguas)
Guarumal es un corregimiento del distrito de Soná en la provincia de Veraguas, República de Panamá. Está ubicada en la zona norte del golfo de Montijo. Cuenta con una población de 5.639 habitantes de acuerdo a los datos realizado en la República de Panamá (2018).